# Na Baixa do Sapateiro
Na Baixa do Sapateiro é um samba composto por Ary Barroso e gravado por Carmen Miranda em 1938. É a 4ª canção de Ary Barroso mais tocada nos últimos 10 anos no Brasil (2013-2023), nos principais segmentos de execução pública, e a 2ª mais regravada, ficando atrás apenas de "Aquarela do Brasil", segundo o  ECAD.

## História
Em outubro de 1938, no auge do governo ufanista de Getúlio Vargas, Carmen Miranda gravou este clássico de Ary Barroso em um clima de superprodução, com um arranjo de Simon Bountman para a grande orquestra da gravadora Odeon Records.

## Informações da canção
A música, "Baía", como ficou conhecida internacionalmente, foi originalmente composta por Ary Barroso sob o título "Na Baixa do Sapateiro" em 1938 e se tornou um dos maiores sucessos daquele ano. Inicialmente, a canção foi pensada para fazer parte da trilha sonora do filme Banana da Terra, estrelado por Carmen Miranda, mas Barroso e o diretor do filme, Wallace Downey, não conseguiram chegar a um acordo. Em vez disso, a canção foi substituída por "O Que É que a Baiana Tem?" de Dorival Caymmi. Esta última se tornou a inspiração para o figurino estilizado da "baiana", usado por Carmen.
Uma versão em inglês de "Na Baixa do Sapateiro" foi incorporada ao filme Você Já Foi à Bahia?, produzido pela Disney em 1944, e se tornou tão popular que, em 1945, um milhão de cópias da partitura foram impressas nos Estados Unidos. A música foi gravada por diversos artistas, entre eles Caetano Veloso e a banda de rock Os Incríveis, no álbum 1910.